# نصرة الحربي
نصرة الحربي (3 أغسطس 1988  -)، ممثلة وإعلامية سعودية. ، تعدّ من الجيل الصاعد في مجال التمثيل والإعلام في الخليج. التحقت نصره مؤخرا إلى العمل في مجموعة MBC وشاركت في مهرجان جدة التاريخية.

## أعمالها
- 2014: سواق وشغالة.
- 2014: خميس بن جمعة.
- 2014: جرذان الصحراء.
- 2014: عندما يزهر الخريف.
- 2016: لقيت روحي.

## روابط خارجية
- نصرة الحربي على موقع قاعدة بيانات الأفلام العربية